# Loyettes
Loyettes és un municipi francès situat al departament de l'Ain i a la regió d'Alvèrnia-Roine-Alps. L'any 2007 tenia 2.439 habitants.

## Demografia

### Població
El 2007 la població de fet de Loyettes era de 2.439 persones. Hi havia 921 famílies de les quals 244 eren unipersonals (116 homes vivint sols i 128 dones vivint soles), 252 parelles sense fills, 341 parelles amb fills i 84 famílies monoparentals amb fills.
La població ha evolucionat segons el següent gràfic:
Habitants censats

### Habitatges
El 2007 hi havia 1.013 habitatges, 944 eren l'habitatge principal de la família, 17 eren segones residències i 52 estaven desocupats. 756 eren cases i 250 eren apartaments. Dels 944 habitatges principals, 614 estaven ocupats pels seus propietaris, 309 estaven llogats i ocupats pels llogaters i 21 estaven cedits a títol gratuït; 23 tenien una cambra, 75 en tenien dues, 146 en tenien tres, 259 en tenien quatre i 441 en tenien cinc o més. 720 habitatges disposaven pel capbaix d'una plaça de pàrquing. A 419 habitatges hi havia un automòbil i a 454 n'hi havia dos o més.

### Piràmide de població
La piràmide de població per edats i sexe el 2009 era:
| Homes | Edats   | Dones |
| ----- | ------- | ----- |
| 0     | 95 o +  | 0     |
| 4     | 90 a 94 | 0     |
| 0     | 85 a 89 | 12    |
| 4     | 80 a 84 | 20    |
| 20    | 75 a 79 | 28    |
| 32    | 70 a 74 | 44    |
| 40    | 65 a 69 | 36    |
| 32    | 60 a 64 | 44    |
| 48    | 55 a 59 | 48    |
| 92    | 50 a 54 | 56    |
| 92    | 45 a 49 | 92    |
| 120   | 40 a 44 | 76    |
| 88    | 35 a 39 | 76    |
| 112   | 30 a 34 | 108   |
| 92    | 25 a 29 | 108   |
| 56    | 20 a 24 | 40    |
| 96    | 15 a 19 | 84    |
| 80    | 10 a 14 | 76    |
| 124   | 5 a 9   | 96    |
| 80    | 0 a 4   | 64    |

## Economia
El 2007 la població en edat de treballar era de 1.631 persones, 1.227 eren actives i 404 eren inactives. De les 1.227 persones actives 1.119 estaven ocupades (651 homes i 468 dones) i 108 estaven aturades (38 homes i 70 dones). De les 404 persones inactives 138 estaven jubilades, 105 estaven estudiant i 161 estaven classificades com a «altres inactius».

### Ingressos
El 2009 a Loyettes hi havia 918 unitats fiscals que integraven 2.398 persones, la mediana anual d'ingressos fiscals per persona era de 18.423 €.

### Activitats econòmiques
Dels 139 establiments que hi havia el 2007, 4 eren d'empreses extractives, 3 d'empreses alimentàries, 1 d'una empresa de fabricació de material elèctric, 9 d'empreses de fabricació d'altres productes industrials, 32 d'empreses de construcció, 23 d'empreses de comerç i reparació d'automòbils, 9 d'empreses de transport, 12 d'empreses d'hostatgeria i restauració, 4 d'empreses financeres, 9 d'empreses immobiliàries, 15 d'empreses de serveis, 11 d'entitats de l'administració pública i 7 d'empreses classificades com a «altres activitats de serveis».
Dels 55 establiments de servei als particulars que hi havia el 2009, 1 era una oficina de correu, 2 oficines bancàries, 5 tallers de reparació d'automòbils i de material agrícola, 3 paletes, 8 guixaires pintors, 8 fusteries, 4 lampisteries, 2 electricistes, 2 empreses de construcció, 2 perruqueries, 1 agència de treball temporal, 9 restaurants, 4 agències immobiliàries, 1 tintoreria i 3 salons de bellesa.
Dels 8 establiments comercials que hi havia el 2009, 2 eren fleques, 1 una fleca, 1 una llibreria, 1 una sabateria, 1 un drogueria i 2 floristeries.
L'any 2000 a Loyettes hi havia 16 explotacions agrícoles que ocupaven un total de 1.482 hectàrees.

## Equipaments sanitaris i escolars
L'únic equipament sanitari que hi havia el 2009 era una farmàcia.
El 2009 hi havia 1 escola maternal i 1 escola elemental.

## Poblacions més properes
El següent diagrama mostra les poblacions més properes.